# Festuca vierhapperi
Festuca vierhapperi là một loài thực vật có hoa trong họ Hòa thảo. Loài này được Hand.-Mazz. mô tả khoa học đầu tiên năm 1920.